# Алма-Ата (футбольний клуб)
ФК «Алма-Ата» (каз. Алма-Ата Футбол Клубы) — колишній казахський футбольний клуб з Алмати, заснований 2000 року та розформований у 2008 році. Виступав у Прем'єр-лізі. Домашні матчі приймав на Центральному стадіоні, потужністю 23 000 глядачів.

## Титули і досягнення
- Володар Кубка Казахстану (1): 2006